# Mauricio Pellegrino
‎
Mauricio Andrés Pellegrino Luna, argentinski nogometaš, * 5. oktober 1971, Leones, Argentina .